# Michael Haneke

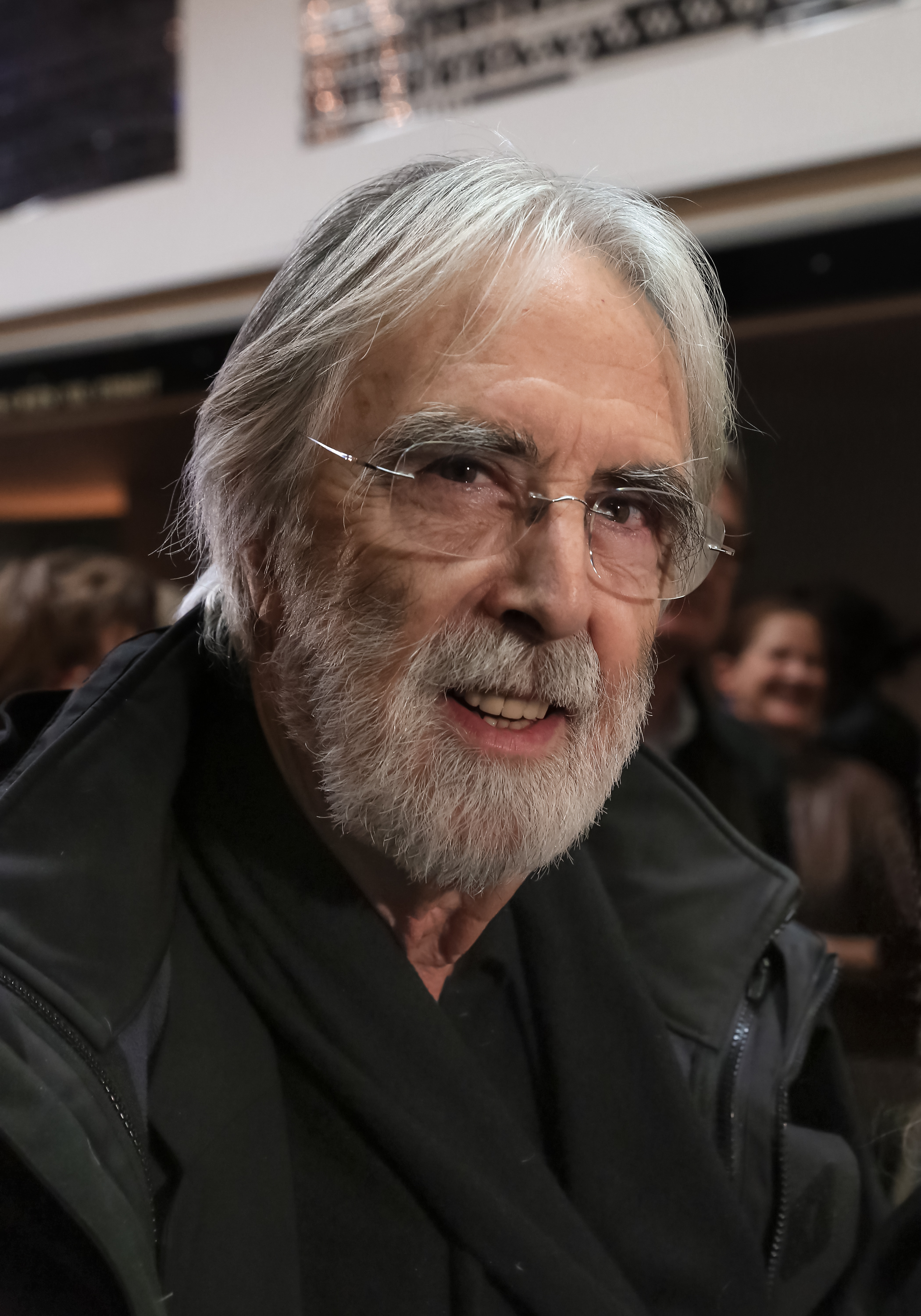
Michael Haneke (2014)

Michael Haneke (* 23. März 1942 in München) ist ein österreichischer Filmregisseur und Drehbuchautor. Seine Spielfilme (Die Klavierspielerin, Caché, Das weiße Band, Liebe) wurden vielfach preisgekrönt, unter anderem mit dem Oscar, zwei Goldenen Palmen der Filmfestspiele von Cannes, zwei Golden Globes und mehreren Europäischen Filmpreisen.

## Leben
Haneke ist der Sohn des Regisseurs und Schauspielers Fritz Haneke aus Düsseldorf und der österreichischen Burgschauspielerin Beatrix Degenschild. Aufgewachsen ist Michael Haneke in Wiener Neustadt, wo die Familie mütterlicherseits einen landwirtschaftlichen Betrieb unterhielt. Der Kontakt zum Vater blieb spärlich, auch wenn Fritz Haneke später bei einer Theaterinszenierung seines Sohnes mitwirken sollte. Sein Onkel war der international bekannte Motorradrennfahrer Franz-Josef Binder.
Der Komponist Alexander Steinbrecher war in zweiter Ehe mit Hanekes Mutter verheiratet und wurde somit Hanekes Stiefvater. Nach dem Tod von Beatrix Degenschild lernte Steinbrecher Elisabeth Urbancic, die Mutter von Christoph Waltz kennen und lieben. Haneke und Waltz haben somit denselben Stiefvater.
Haneke wollte im Alter von 17 Jahren die Schule abbrechen und Schauspieler werden. Nach einer misslungenen Aufnahmeprüfung am Wiener Max-Reinhardt-Seminar, wo ihn eigenen Angaben zufolge ein Teil des Lehrpersonals kannte, weil seine Mutter damals am Burgtheater wirkte, setzte er die Schullaufbahn fort und absolvierte die Matura. Obwohl er mit dem Beruf des Konzertpianisten geliebäugelt hatte, studierte er in Wien Philosophie, Psychologie und Theaterwissenschaften. Er schloss das Studium jedoch nicht ab, sondern wechselte zum Südwestfunk-Fernsehen nach Baden-Baden. Durch seinen Vater hatte Haneke erfahren, dass dort seit zwei Jahren ein Fernsehdramaturg für die Fernsehspielabteilung gesucht wurde, und er erhielt diese Stelle. In diesem Rahmen lernte er das Handwerk des Filmemachens und kam in Kontakt mit Personen wie Wolfgang Menge und Ulrike Meinhof, die damals ihr Fernsehspiel Bambule vorbereitete.
Am Institut für Film und Fernsehen (Filmakademie Wien) der Universität für Musik und darstellende Kunst Wien lehrt Haneke seit 2002 als Professor für Regie.
Haneke ist der Vater von David Haneke. Seit 1983 ist er mit Susie Haneke verheiratet, der Besitzerin eines Antiquitätengeschäfts im achten Wiener Bezirk. Sie hatte in dem Spielfilm Funny Games U.S. eine kleine Nebenrolle. Gemeinsam haben sie vier Kinder und sieben Enkelkinder.

## Werke
Während seiner Zeit als Redakteur und Fernsehspieldramaturg beim Südwestfunk (1967–1971) schrieb Haneke sein erstes Drehbuch mit dem Titel Wochenende, das allerdings nicht verfilmt wurde. In den folgenden Jahren arbeitete er als Theaterregisseur zunächst in Baden-Baden (Debüt mit Ganze Tage in den Bäumen von Marguerite Duras), danach in Darmstadt, Düsseldorf, Frankfurt am Main, Stuttgart, Hamburg, am Bayerischen Staatsschauspiel in München und am Wiener Burgtheater (Das Abendmahl von Peter Sichrovsky, Bühnenbild Hans Hoffer, Kostüme Annette Beaufays, 18. März 1988).
… und was kommt danach? (After Liverpool) (1973), nach einem Text von James Saunders, war Hanekes erster Fernsehfilm. Weitere Fernsehproduktionen waren Sperrmüll (1976), Drei Wege zum See (1976) nach einem Text von Ingeborg Bachmann, Lemminge (1979), Variation (1983), Wer war Edgar Allan? (1984) nach einem Roman von Peter Rosei (mit Rolf Hoppe und Paulus Manker), Fraulein (1985) mit Angelica Domröse, Nachruf für einen Mörder (1991), Die Rebellion (1993) und Das Schloß (1997, nach Franz Kafka mit Ulrich Mühe). Die Tatortfolge Kesseltreiben (1993) wurde nach dem Drehbuch von Haneke gedreht, jedoch war dieser mit der Umsetzung völlig unzufrieden und bestand auf die Nennung des Pseudonyms „Richard Binder“ als Drehbuchautor in der Credit-Sequenz.
Erst mit dem Wechsel zum Kinofilm bei Der siebente Kontinent hat Haneke eigenen Angaben zufolge seine genuine Filmsprache gefunden. Zunächst als Fernsehspiel für Radio Bremen geplant, wurde sein Drehbuch, das erstmals die für ihn charakteristische Protokoll-Form aufwies, abgelehnt, woraufhin Haneke eine Kinoversion in Angriff nahm.
Seine ersten drei Kinofilme fasst er selbst als Trilogie über die Vergletscherung der Gefühle der Menschen zusammen: In Der siebente Kontinent (1989) begeht eine dreiköpfige Familie Selbstmord, in Benny’s Video (1992) filmt der Protagonist, wie er eine Freundin mit einem Bolzenschussgerät tötet, um – wie er es ausdrückt – „zu sehen, wie das ist“, und 71 Fragmente einer Chronologie des Zufalls (1994) handelt von einem Studenten, der Amok läuft.
1997 folgte Funny Games, 2000 Code: unbekannt. Für seinen siebten Kinofilm Die Klavierspielerin mit Isabelle Huppert und Benoît Magimel in den Hauptrollen, die Verfilmung von Elfriede Jelineks gleichnamigem Roman, wurde Haneke 2001 mit dem Großen Preis der Jury in Cannes geehrt. 2002 drehte er in französischer Sprache das Endzeitdrama Wolfzeit, abermals mit Isabelle Huppert in der Hauptrolle besetzt.
2005 wurden ihm für Caché während der Internationalen Filmfestspiele von Cannes der FIPRESCI-Preis der internationalen Filmkritik und der Preis der ökumenischen Jury verliehen sowie der Preis für die Beste Regie. Ferner wurde Caché 2005 beim Europäischen Filmpreis 2005 fünffach ausgezeichnet, darunter als bester Film und für die beste Regie.
Juliette Binoche, Hauptdarstellerin in „Caché“, sagt über die Arbeit des Filmemachers:

„Für mich sind Hanekes Filme notwendige Filme. Von Zeit zu Zeit sollte man sie sich ansehen. Aber sicher nicht immer.“

Am 27. Jänner 2006 stellte Haneke an der Pariser Oper (Aufführung im Palais Garnier) seine erste Operninszenierung vor: Don Giovanni von Wolfgang Amadeus Mozart (Bühnenbild Christoph Kanter, Kostüme Annette Beaufays, Dirigent Sylvain Cambreling). Haneke ließ das Stück in einem modernen Büro mit Ausblick auf Hochhäuser spielen, Don Giovanni porträtierte er als rücksichtslosen jungen Topmanager.
2007 wurde eine US-amerikanisch-international produzierte Neuverfilmung von Funny Games U.S. vorgestellt, Naomi Watts, Tim Roth und Darius Khondji für die Kamera zählten zu den Mitwirkenden. Haneke stellte seine Erstversion Szene für Szene nach. Er hatte sich vertraglich ausdrücklich die Kriterien „Final Cut“ und „Shot-by-Shot-Remake“ fest zusichern lassen. Nur daher konnte er verhindern, dass von Produzentenseite statt der Musik von John Zorn die von Marilyn Manson durchgedrückt wurde.
An der Filmakademie Wien (Universität für Musik und darstellende Kunst Wien) entstand 2007, unter der Leitung von Haneke, die Verfilmung eines Theaterstückes von Ferdinand Bruckner, Krankheit der Jugend.

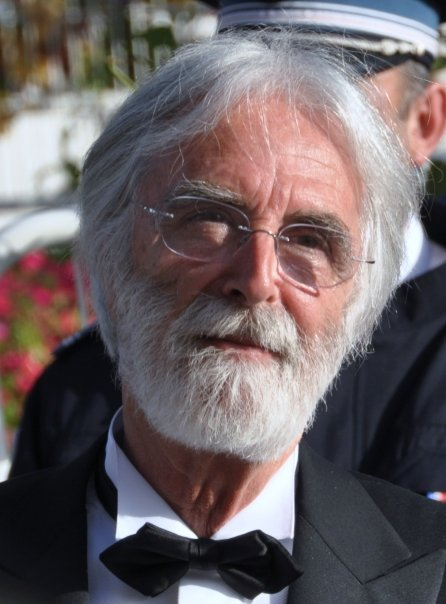
Michael Haneke (Cannes 2009)

Zwei Jahre später konkurrierte er mit dem Film Das weiße Band – Eine deutsche Kindergeschichte erneut im Wettbewerb der 62. Internationalen Filmfestspiele von Cannes, die unter der Leitung von Jurypräsidentin Isabelle Huppert standen. Der Film, mit unter anderem Susanne Lothar, Ulrich Tukur und Burghart Klaußner in den Hauptrollen, ist am Vorabend des Ersten Weltkriegs angesiedelt und schildert die mysteriösen Vorfälle in einem norddeutschen Dorf. Seine fünfte Einladung brachte ihm erstmals die Goldene Palme ein. Das weiße Band gewann außerdem den Europäischen Filmpreis in den Kategorien Film, Regie und Drehbuch, den Golden Globe Award in der Kategorie Bester Fremdsprachiger Film sowie den Deutschen Filmpreis in zehn Kategorien.
2012 stellte Haneke den Spielfilm Liebe fertig, dessen Dreharbeiten Anfang des Vorjahres in Paris begonnen hatten. Darin erzählt er von einem alten französischen Musikprofessorenpaar, das durch den Schlaganfall der Frau (dargestellt von Emmanuelle Riva) aus dem seelischen Gleichgewicht geworfen wird. Für den Part des Ehemanns konnte Haneke Jean-Louis Trintignant verpflichten, der nach fast zehn Jahren Abwesenheit vom Kino wieder eine Rolle übernahm. Für Liebe, mit Isabelle Huppert in einer Nebenrolle als Tochter, erhielt Haneke 2012 seine sechste Einladung in den Wettbewerb der 65. Internationalen Filmfestspiele von Cannes und seine zweite Goldene Palme. Für seinen Einsatz für das unabhängige Kino wurde er im selben Jahr vom französischen Staatspräsidenten François Hollande zum Ritter der französischen Ehrenlegion erhoben. 2013 folgten der Golden Globe Award für Liebe in der Kategorie Bester fremdsprachiger Film und fünf Oscar-Nominierungen (Bester Film, Fremdsprachiger Film, Regie, Hauptdarstellerin – Emmanuelle Riva, Originaldrehbuch). Der Film gewann den Academy Award als bester fremdsprachiger Film.
2017 wurde er mit Happy End zum achten Mal zu den Filmfestspielen von Cannes eingeladen und zum siebenten Mal für eine Goldene Palme nominiert.

## Filmografie
- 1974: After Liverpool (Fernsehfilm)
- 1976: Sperrmüll (Fernsehfilm)
- 1976: Drei Wege zum See (Fernsehfilm)
- 1979: Lemminge (Fernsehfilm)
- 1983: Variation (Fernsehfilm)
- 1984: Wer war Edgar Allan? (Fernsehfilm)
- 1985: Fraulein (Fernsehfilm)
- 1985: Schmutz (als Autor der Dialoge) (Regie: Paulus Manker)
- 1989: Der siebente Kontinent
- 1991: Nachruf für einen Mörder (Fernsehfilm)
- 1992: Benny’s Video
- 1993: Tatort: Kesseltreiben (Fernsehreihe, als Drehbuchautor unter dem Pseudonym „Richard Binder“)[7]
- 1993: Die Rebellion (Fernsehfilm)
- 1994: 71 Fragmente einer Chronologie des Zufalls
- 1995: Der Kopf des Mohren (als Drehbuchautor) (neuerlich Regie: Paulus Manker)
- 1997: Funny Games
- 1997: Das Schloß (Fernsehfilm)
- 2000: Code: unbekannt (Code inconnu: Récit incomplet de divers voyages)
- 2001: Die Klavierspielerin (La Pianiste)
- 2003: Wolfzeit (Le Temps du loup)
- 2005: Caché
- 2007: Funny Games U.S.
- 2009: Das weiße Band – Eine deutsche Kindergeschichte
- 2012: Liebe (Amour)
- 2017: Happy End

## Opernregie
- 2006: Don Giovanni von Wolfgang Amadeus Mozart. Opéra National de Paris – Bastille
- 2013: Così fan tutte von Wolfgang Amadeus Mozart. Teatro Real in Madrid in Co-Produktion mit dem Théâtre Royal de la Monnaie, Brüssel

## Auszeichnungen
- 1989: Bronzener Leopard des Internationalen Filmfestivals von Locarno für Der siebente Kontinent
- 1990: Österreichischer Würdigungspreis für Filmkunst für Der siebente Kontinent
- 1992: Europäischer FIPRESCI-Preis für Benny's Video
- 1992: Wiener Filmpreis für Benny's Video
- 1994: Fernsehfilmpreis der Deutschen Akademie der Darstellenden Künste für Die Rebellion
- 1994: CineMerit Award des Filmfest München für Verdienste um die Filmkunst
- 1998: Konrad-Wolf-Preis der Berliner Akademie der Künste
- 2001: Großer Preis der Jury der Internationalen Filmfestspiele von Cannes für Die Klavierspielerin
- 2002: Romy in der Kategorie Erfolgreichster österreichischer Kinofilm für Die Klavierspielerin
- 2002: Deutscher Filmpreis in der Kategorie Bester ausländischer Film für Die Klavierspielerin
- 2004: Billy Wilder Award für seine Verdienste um das Filmland Österreich
- 2005: Preis für die beste Regie, FIPRESCI-Preis und Preis der Ökumenischen Jury der Internationalen Filmfestspiele von Cannes für Caché
- 2005: Europäischer FIPRESCI-Preis für Caché
- 2005: Europäischer Filmpreis in der Kategorie Bester Film und Beste Regie für Caché
- 2006: International Thriller Award in der Kategorie Bestes Drehbuch für Caché
- 2007: Chlotrudis Award in der Kategorie Bester Film und Beste Regie für Caché
- 2009: Preis der deutschen Filmkritik in der Kategorie Bester Spielfilm und Bestes Drehbuch für Das weiße Band
- 2009: Goldene Palme der Internationalen Filmfestspiele von Cannes für Das weiße Band
- 2009: Grand Prix de la FIPRESCI für Das weiße Band
- 2009: Europäischer Filmpreis in der Kategorie Bester Film, Beste Regie und Bestes Drehbuch für Das weiße Band
- 2009: CineMerit Award des Filmfest München für Verdienste um die Filmkunst
- 2010: Preis der deutschen Filmkritik in der Kategorie Bester Spielfilm und Bestes Drehbuch für Das weiße Band
- 2010: Romy in der Kategorie Bester Kinofilm und Beste Regie für Das weiße Band
- 2010: Deutscher Filmpreis in der Kategorie Bester Spielfilm, Beste Regie und Bestes Drehbuch für Das weiße Band
- 2010: Ordre des Arts et des Lettres für sein filmisches Werk
- 2010: Gilde-Filmpreis in der Kategorie Bester deutscher Film für Das weiße Band
- 2012: Goldene Palme der Internationalen Filmfestspiele von Cannes für Liebe
- 2012: Ehrendoktor der Universität Paris VIII
- 2012: Grand Prix de la FIPRESCI für Liebe
- 2012: Ritter der französischen Ehrenlegion
- 2012: Europäischer Filmpreis in der Kategorie Bester Film und Beste Regie für Liebe
- 2012: Bayerischer Filmpreis in der Kategorie Beste Regie für Liebe
- 2012: Bundesverdienstkreuz 1. Klasse[15]
- 2013: A Tribute To... Award des Zurich Film Festival
- 2013: National Society of Film Critics Award in der Kategorie Bester Film und Beste Regie für Liebe
- 2013: London Critics’ Circle Film Award in der Kategorie Bester Film und Bestes Drehbuch für Liebe
- 2013: British Academy Film Award in der Kategorie Bester fremdsprachiger Film für Liebe
- 2013: César in der Kategorie Bester Film, Beste Regie und Bestes Original-Drehbuch für Liebe
- 2013: Goldenes Komturkreuz des Ehrenzeichens für Verdienste um das Bundesland Niederösterreich[16]
- 2013: Prinz-von-Asturien-Preis für Kunst
- 2013: Ehrendoktor der Theologie der Karl-Franzens-Universität Graz[17]
- 2014: Sonning-Preis[18]
- 2015: Deutscher Regiepreis Metropolis für sein Lebenswerk[19]
- 2016: Globart Award[20]
- 2018: Orden Pour le Mérite für Wissenschaften und Künste
- 2018: Bayerischer Maximiliansorden für Wissenschaft und Kunst
- 2019: Großes Verdienstkreuz mit Stern des Verdienstordens der Bundesrepublik Deutschland[21]

Darüber hinaus gewann Hanekes Regiearbeit Liebe 2013 als österreichischer Beitrag den Oscar in der Kategorie Bester fremdsprachiger Film sowie den Golden Globe Award in derselben Kategorie. Das weiße Band (Einreichungsland: Deutschland) wurde 2010 ebenfalls für den Oscar nominiert und gewann den Golden Globe.
2016 fanden drei seiner Filme (Caché, Das weiße Band, Liebe) bei der BBC-Wahl zu den 100 bedeutendsten Filmen des 21. Jahrhunderts Berücksichtigung.